# Kool and the Gang
Kool and the Gang – amerykańska grupa muzyczna wykonująca R&B, disco, soul, funk i jazz. Założona w 1964 w Jersey City w stanie New Jersey. W 2024 wprowadzona do Rock and Roll Hall of Fame.
Zespół tworzą obecnie: Robert „Kool” Bell (basista) i George Brown (perkusista).
Grupa nagrała pierwszy longplay w 1969 pod tytułem Kool and the Gang. Grupa jest najbardziej znana z takich przebojów jak: „Ladies’ Night”, „Joanna”, „Celebration”, „Get down on it”, „Fresh”, „Cherish”, „Summer Madness”.

## Dyskografia
- Kool and the Gang (1969)
- Live at PJ’s (1971)
- Live at the Sex Machine (1971)
- Music is the Message (1972)
- Good Times (1973)
- Wild and Peaceful (1973)
- Light of Worlds (1974)
- Spirit of the Boogie (1975)
- Open Sesame (1976)
- Love & Understanding (1976)
- Behind the Eyes (1976)
- The Force (1977)
- Ladies’ Night (1979)
- Celebrate! (1980)
- Something Special (1981)
- As One (1982)
- In the Heart (1983)
- Emergency (1984)
- Forever (1987)
- Sweat (1989)
- Unite (1993)
- State of Affairs (1996)
- Gangland (2001)
- Still Kool (2007)
- Kool for the Holidays (2013)[2]
- Perfect Union (2021)[3]
- People Just Wanna Have Fun (2023)[4]